# Máriahavas
Máriahavas románul: Știnăpari, falu Romániában, a Bánságban, Krassó-Szörény megyében.

## Fekvése
Szászkabányától délre fekvő település.

## Története
Máriahavas nevét 1755-ben, majd 1790-ben említette először oklevél.
1828-ban Maria Schnee, 1851-ben  Maria-Schnee, 1888-ban Máriaschenee (Stennapar), 1913-ban Máriahavas néven volt említve.
1851-ben Fényes Elek írta a településről:
Maria-Schnee, kis bányahelység, Krassó vármegyében: 2  katholikus, 194  óhitü lakossal.
A trianoni békeszerződés előtt Krassó-Szörény vármegye Jámi járásához tartozott.
1910-ben 692 lakosából 7 magyar, 679 román volt. Ebből 20 római katolikus, 671 görög keleti ortodox volt.